# 郭秋成
郭秋成（1968年—），又名郭晓秋，男，黑龙江双鸭山人，中国影视演员，中国铁路文工团话剧团一级演员。